# Joie de vivre (série télévisée)
Pour les articles homonymes, voir Joie de vivre.
Joie de vivre est une série télévisée québécoise en 154 épisodes de 25 minutes en noir et blanc scénarisée par Jean Desprez et diffusée du 13 octobre 1959 au 2 juillet 1963 à la Télévision de Radio-Canada.

## Fiche technique
- Scénarisation : Jean Desprez
- Réalisation : Florent Forget, Roger Fournier et Fernand Quirion
- Société de production : Société Radio-Canada

## Distribution
- Georges Groulx : Henri Labelle
- Huguette Oligny : Hélène Labelle
- Jean Duceppe : Télesphore Dumouchel
- Denyse St-Pierre : Lilianne Dumouchel
- Gisèle Schmidt : Marguerite Favreau
- Juliette Huot : Clémentine Sénécal
- Guy Godin : Roger Sénécal
- Paul Guèvremont : Honorius Sénécal
- Andrée Boucher : Gloria Sénécal
- Daniel Granger : Pierrot Labelle
- Françoise Graton : Madeleine Labelle
- Hubert Loiselle : André Labelle
- Louise Marleau : Nicole Labelle
- Nathalie Naubert : Madeleine Labelle
- René-Philippe Viau : Pierrot Labelle
- Raymond Poulin : Lucien Dumouchel
- Suzanne Valéry : Françoise Vézina
- Pierre Boucher : Joseph-Arthur Vézina
- Jean Gascon : Dr Joseph-Armand Vézina
- George Alexander : Charles W. Patterson
- Marilyn Gardner : Betty Patterson
- Yvan Bert : Serge Bellemare
- Raymond Guilbault : Léon-Raymond Bellemare
- J. Adjutor Bourré : Jos Michaud
- Georges Bouvier : Curé
- Monique Chailler : Anita
- Pierre Dagenais : Hector Pépin
- Michel Desautels : Maurice Croteau
- Réjane Desrameaux : Annette Depocas
- Colette Dorsay : Marie-Louise Pépin
- Edgar Fruitier : Roméo Hurtubise
- Bertrand Gagnon : Patrice Barbeau
- Antoinette Giroux : Paulette Beauchesne
- Marie-Louise Holtz : Lizzy Patterson
- Lucien Jarraud : Albert de Courville
- Mirielle Lachance : Marie-Claire
- Julien Lippé : Ephrem Larivière
- Raymond Lévesque : Edmond Racine
- Lucie Mitchell : Mme Larivière
- Anne-Marie Parent : Madeleine
- Jean-Louis Paris : Curé Albert Depocas
- Gérard Poirier : Pierre Dubois
- Rose Rey-Duzil : Mathilde
- Robert Rivard : Paul Fortin
- Jocelyne Roch : Madeleine Dupont
- Jean-Louis Roux : Dr Clarion
- Jean Scheler : Policier
- Janine Sutto : Sonia
- Olivette Thibault : Aurélienne Dupont
- Lisa Tondi : Cliente
- J.R. Tremblay : Mme Vézina
- Pierre Valcour : Bobby MacMillan